# アラファト山

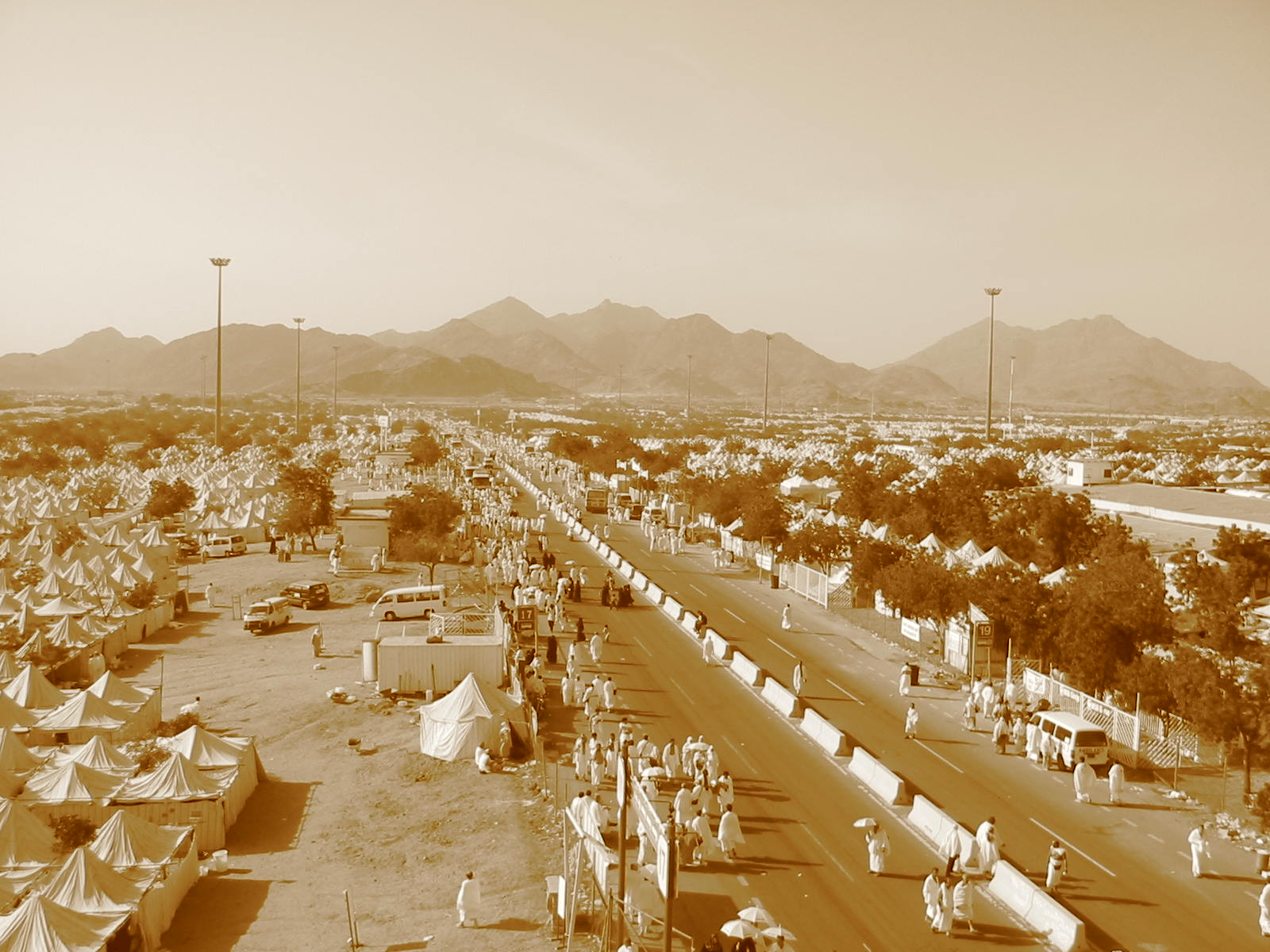
アラファト平地の巡礼者たち

アラファト山(アラビア語: جبل عرفة; jabal ‘arafah)は、メッカ東方にある花崗岩でできた山である。また、神の恵みの山としても知られている。この丘は、預言者ムハンマドが、ムハンマドの最後のハッジに同行したムスリム（イスラーム教徒）たちに、最後の説教を行った場所であり、約70メートルの高さがある。
この丘の回りの平らな場所は、アラファト平地と呼ばれている。アラファト山という言葉は、この全体の場所をさすこともある。イスラーム世界においては、重要な場所である。なぜならば、巡礼月の9日に、巡礼者は、ここでの滞在を求められているからである。要求された日にアラファト山に不在であることは、巡礼の行為自体が無効になる。
PLOの指導者であったヤーセル・アラファートの名は、この丘にちなんでいる。